# 鹿屋市立吾平中学校
鹿屋市立吾平中学校（かのやしりつ あいらちゅうがっこう）は鹿児島県鹿屋市吾平町上名にある公立中学校。鹿屋市のうち旧吾平町に居住する生徒（吾平・下名・鶴峰・神野の各小学校の卒業生）を対象とする。
1947年（昭和22年）に「姶良村立吾平中学校」として開校。同年10月、町制施行により「吾平町立吾平中学校」となる。
なお、当初は「神野 (かみの) 分校」があり1954年（昭和29年）に単独校（吾平町立神野中学校）となるが、生徒数減少に伴い1991年（平成3年）に本校に統合された。
2006年（平成18年）に市町村合併により現在の校名となった。

## 著名な出身者
- 北之園隆生 - プロ野球選手